# Contea di Crawford (Indiana)
La contea di Crawford (in inglese Crawford County) è una contea dello Stato dell'Indiana, negli Stati Uniti. La popolazione al censimento del 2010 era di 10 713 abitanti. Il capoluogo di contea è English.